# Théophile Nkounkou
Théophile Clorico Nkounkou, né le 7 janvier 1952 au Congo-Brazzaville, est un ancien athlète congolais, spécialiste du sprint.
Il détient une meilleure performance de 10 s 0 (temps manuel) obtenue en 1981. Il a participé aux Jeux olympiques de Munich (sur 400 m et 4 × 100 m), à ceux de Moscou (sur 100 m et relais 4 × 100 m) et à ceux de Los Angeles (relais uniquement).
Il est médaillé de bronze du 4 x 100 mètres aux Jeux africains de 1978 et médaillé de bronze du 100 mètres aux Championnats d'Afrique d'athlétisme 1979 et aux Championnats d'Afrique d'athlétisme 1982.
Il détient le record du Congo du relais 4 × 100 m obtenu aux Universiades à Mexico (1979). Lors de ces mêmes Universiades, il bat le record national du 100 m en 10 s 28 (+0,6 m/s) en altitude et en demi-finale, le 8 septembre.